# Villa Osterndorff

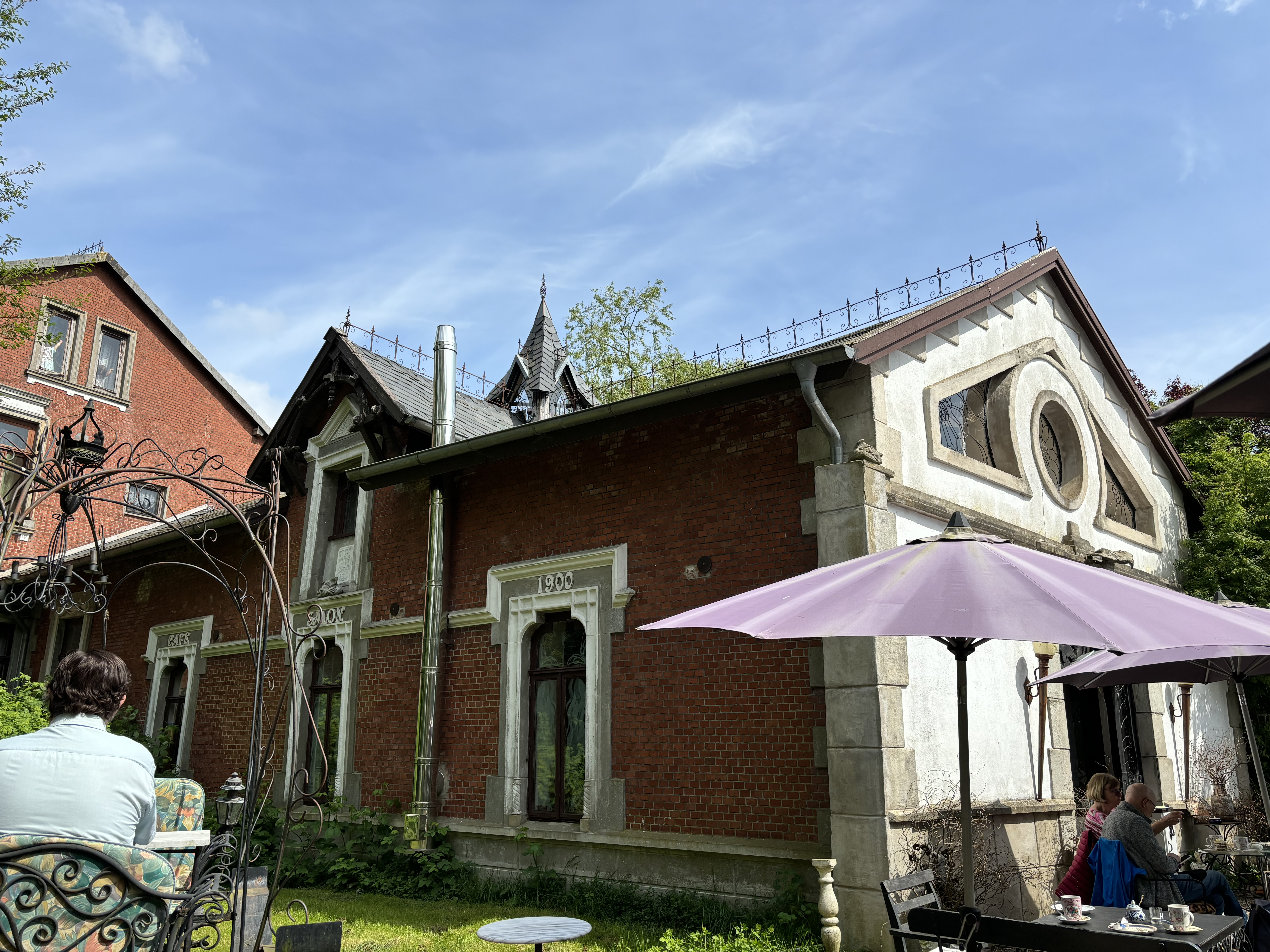
Villa Osterndorff Anbau

Die Villa Osterndorff, auch Villa Offenwarden, in der niedersächsischen Gemeinde Hagen im Bremischen, Ortsteil Offenwarden, Hauptstraße 11, im Landkreis Cuxhaven, stammt vom Anfang des 20. Jahrhunderts.
Aktuell (2024) wird sie als Wohnhaus genutzt, ein Anbau und die Orangerie als Café Salon 1900.
Das Gebäude steht unter Denkmalschutz (siehe auch Liste der Baudenkmale in Hagen im Bremischen).

## Geschichte
Der Großgrundbesitzer Hermann Dietrich Osterndorff baute 1869 (Inschrift des Grundsteins) ein Wohnhaus. 1901 folgte dann daneben der Bau der Villa durch Martin Osterndorff; zuvor war hier eine Kükenaufzuchtstation und ein Kuhstall. Der alte Bauernhof brannte in den 1950er Jahren ab, die erhaltene Villa verfiel.
Das zweigeschossige traufständige verklinkerte historisierende Gebäude im Stil der Gründerzeit mit Jugendstilelementen, mit schiefergedecktem Satteldach auf Drempel, dem zweigeschossigen mittleren Giebelrisalit an der Westfassade mit Dachüberstand, den Freigespärren an den Giebeln, der schmiedeeisernen Veranda sowie reichgeschmückten Fensterrahmungen wurde 1901 gebaut. Die Fassaden sind aufwändig gestaltet mit Putzfeldern sowie geometrischen, pflanzlichen und figürlichen Stuckelementen. Im Inneren ist eine aufwändige Ausstattung (alle Türen und Fenster, Boden- und Wandfliesen, Deckenmalereien und Stuckdecken; Lambris, Tapete, Kachelöfen) erhalten.
Der Garten mit altem Baumbestand hat eine bauzeitliche schmiedeeiserne Einfriedung und einen Sitzplatz mit grottenartiger Einfassung.

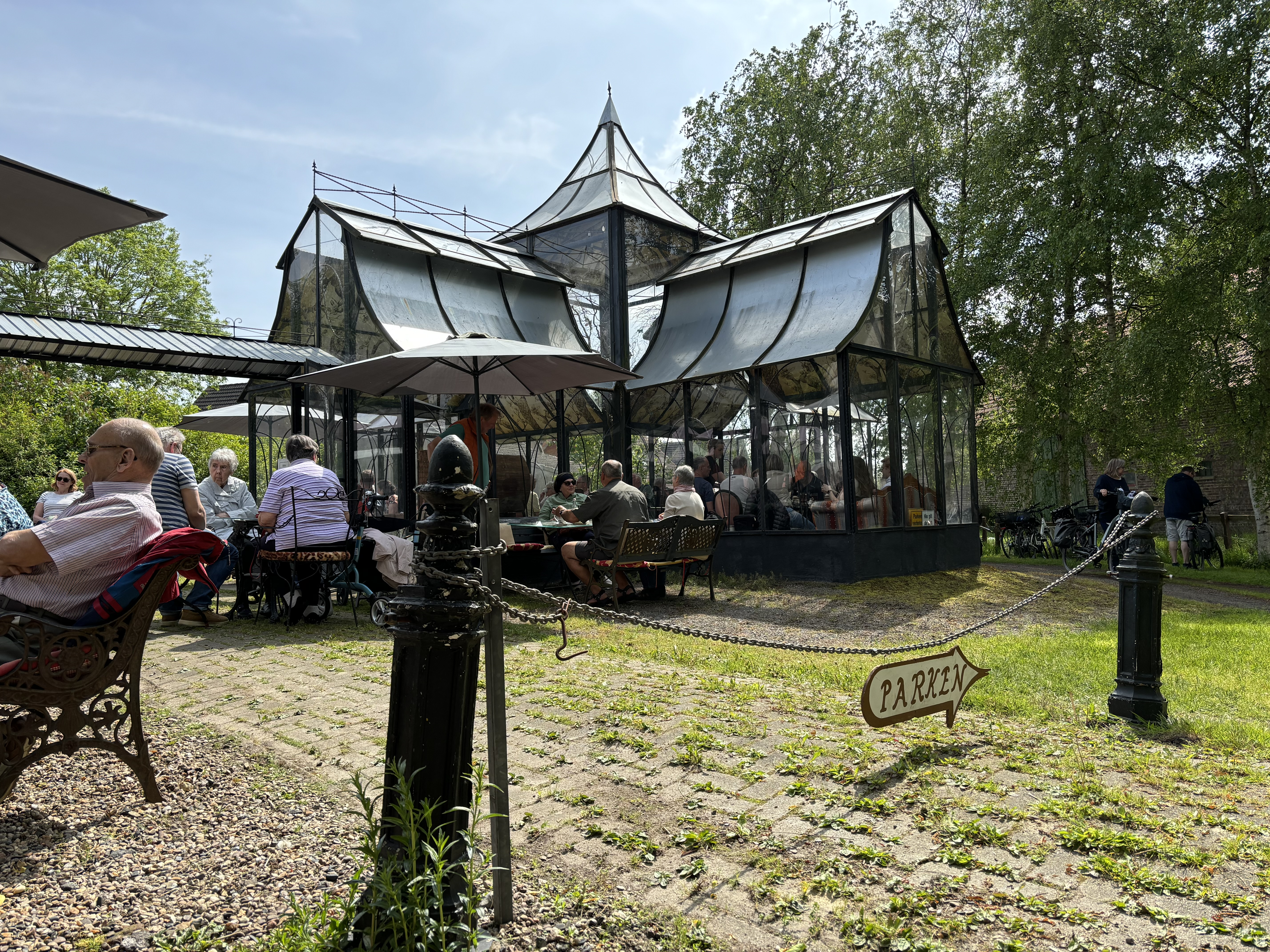
Villa Osterndorff Orangerie

1937 erwarb der Bauer Albert Johann Addicks das Anwesen, dessen Schwiegertochter das seit um 2000 leerstehende Haus 2010 an Nancy Steklar verkaufte. Danach haben die Geschwister Nancy und Franky Steklar die inzwischen ruinöse Villa komplett saniert. Der angebaute verfallende Teil wurde erneuert und erhielt eine neue postmoderne Fassade. Hier befindet sich danach das Café. Auch eine neue Orangerie von um 2018 wird als Café genutzt.
Die museale Villa mit Salon, Bibliothek, Diele, Essdiele, Küche, Schlafzimmer und Badestube erhielt Themenzimmer wie u. a. ein Alice-im-Wunderland-Zimmer das Weihnachtszimmer, das Puppen-Teddykabinett eine Hexenküche und das Jagdzimmer sowie im OG des Cafés eine Puppenstubenausstellung mit 40 alten Puppenstübchen.
Das Landesdenkmalamt befand u. a.: „… dokumentiert großbürgerliche Wohnverhältnisse Anfang des 20. Jahrhunderts, hier besonders gut mit Innenausstattung, Garten und bauzeitlicher Einfriedung …“